# Alcatel-Lucent
Alcatel-Lucent — була французько-американською глобальною компанією телекомунікаційного обладнання зі штаб-квартирою в Булонь-Біянкур, Франція. Вона була утворена в 2006 році внаслідок злиття французької компанії Alcatel та американської компанії Lucent, яка стала наступником Western Electric і Bell Labs від AT&T.
У 2014 році група Alcatel-Lucent розділилася на дві групи: Alcatel-Lucent Enterprise, що надає послуги корпоративного зв'язку, і Alcatel-Lucent, що продає операторам зв'язку. Корпоративний бізнес був проданий китайській компанії в тому ж році, а в 2016 році Nokia придбала решту Alcatel-Lucent.
Компанія зосередилася на стаціонарному, мобільному та конвергентному мережевому апаратному забезпеченні, IP-технологіях, програмному забезпеченні та послугах, з операціями в більш ніж 130 країнах. У 2014 році в огляді Dow Jones Sustainability Indices компанія була названа лідером промислової групи у секторі технологічного обладнання та обладнання та внесена до списку 100 найкращих світових інноваторів Thomson Reuters 2014 року 4-й рік поспіль. Alcatel-Lucent також володів Bell Laboratories, одним з найбільших науково-дослідних установ у галузі комунікацій, співробітники якого отримали дев'ять Нобелівських премій, а компанія володіє понад 29 000 патентів.
3 листопада 2016 року Nokia завершила придбання компанії, і вона була об’єднана з підрозділом Nokia Networks. Bell Labs залишилася незалежною дочірньою компанією Nokia.
Бренд Alcatel-Lucent був замінений Nokia, але він вижив у формі Alcatel-Lucent Enterprise, корпоративного підрозділу Alcatel-Lucent, який був проданий China Huaxin в 2014 році за €202 мільйони (254 мільйони доларів), але штаб-квартира підрозділу була поблизу Парижа.

## Історія компанії
Зіткнувшись із гострою конкуренцією в телекомунікаційній галузі, Alcatel і Lucent Technologies об’єдналися 30 листопада 2006 року.
5 квітня 2006 року Alcatel оголосила, що обміняє свої акції Alcatel Alenia Space і Telespazio на €673 мільйони та 12,1% акцій Thales, ключового гравця французької оборонної промисловості. Це збільшило частку Alcatel у Thales до 20,8%.
Наприкінці 2006 року Alcatel-Lucent придбала компанію Nortel з радіодоступом UMTS. Протягом 2007 року компанія придбала канадського постачальника мереж WDM для метрополітену Tropic Networks, Inc.; розробник продуктів шлюзу корпоративних послуг NetDevices; Програмне забезпечення IPTV компанії Tamblin; і телекомунікаційна консультаційна практика Thompson Advisory Group, Inc. Alcatel-Lucent мав спільне підприємство з голландською компанією Draka Holding N.V. для виробництва оптичного волокна, але Draka викупив 49,9% акцій Alcatel-Lucent за €209 мільйонів в грудні 2007 року. У 2008 році було придбано Motive, Inc., постачальника програмного забезпечення для керування послугами для широкосмугового та мобільного передачі даних із штату Техас.
Компанія на світовому ринку за підсумками 2007 року зазнала чистих збитків у розмірі €3,5 млрд. Збитки пов'язані зі скороченням вартості її активів на 4€2,9 млрд, головним чином бізнесу з виробництва обладнання стандарту CDMA. З одного боку, списання відображають зниження ринкової вартості компанії на €13,5 млрд (до €9,6 млрд) з моменту злиття. З іншого боку, попит на CDMA-обладнання падає як з боку операторів з розвинених країн, що переходять на зв'язок четвертого покоління, так і з боку держав, що розвиваються, інвестують переважно в розвиток мереж стандарту GSM. На списання пішло €600 млн, які компанії Alcatel і Lucent заощадили на об'єднанні. Витрати Alcatel-Lucent на консолідацію бізнесу після об'єднання досягли €856 млн. За вирахуванням цих статей збиток компанії склав би €443 млн проти прибутку €522 млн в 2006 році. Виторг компанії впав до €17,8 млрд (на 2,5%, €18,25 млрд в 2006 році). Операційний прибуток компанії за 2007 рік - €110 млн (на 88% нижче показника 2006 року - €925 млн).
Бен Вервааєн був призначений головним виконавчим директором у вересні 2008 року після того, як перший генеральний директор Alcatel-Lucent, Патрісія Руссо, і перший голова, Серж Чурук, пішли у відставку. У травні 2009 року частка Alcatel-Lucent в Thales була придбана Dassault Aviation. Alcatel-Lucent оголосила про придбання OpenPlug 1 вересня 2010 року.
У 2010 році прибуток компанії становив €16 мільярдів, а чистий збиток – €334 мільйони.
У жовтні 2011 року Alcatel-Lucent продала свій бізнес-підрозділ із надання послуг кол-центру Genesys групі приватних інвестицій Permira за 1,5 мільярда доларів — ту саму суму, яку Lucent заплатив за бізнес у 2000 році. Alcatel-Lucent потребувало фінансування для франко-американського бізнесу, який щорічно приносив збитки з 2007 по 2011 рік.
У 2011 році дохід склав €15 мільярдів, чистий збиток – €1,1 мільярда. У 2012 році дохід склав €14,4 мільярда, а чистий збиток – €1,4 мільярда. Після семи років поспіль негативних грошових потоків у жовтні 2013 року компанія оголосила про плани скоротити 10 000 співробітників, що становить 14% із 72 000 працівників, у рамках зусиль щодо скорочення витрат на €1 мільярд. Перед тим у 2012 році скоротили ще 5 500 людей..
У квітні 2013 року Мішель Комбс змінив Вервааєна на посаді генерального директора. 19 червня 2013 року Комбс оголосив «The Shift Plan», трирічний план, який включає переорієнтацію портфоліо на IP-мережі, надширокосмуговий доступ і хмару; 1 мільярд євро економії коштів; вибірковий продаж активів, призначений для отримання принаймні €1 млрд протягом періоду дії плану; і реструктуризація боргу групи.
1 жовтня 2014 року компанія оголосила, що завершила продаж своєї дочірньої компанії Alcatel-Lucent Enterprise (ALE) Китайському центру розвитку пошти та телекомунікаційної економіки Хуасінь.
У 2014 році італійські лабораторії системи управління наземними мережами (1350 OMS) і два сімейства обладнання для волоконно-оптичних телекомунікацій — OMSN (Optical Multi-Service Node) і TSS (Transport Service Switch) — були передані новій спеціалізованій компанії, SM Optics, дочірнє підприємство групи Siae Microelettronica.
15 квітня 2015 року фінська телекомунікаційна компанія Nokia оголосила про намір придбати Alcatel-Lucent за €15,6 мільярдів в рамках угоди з усіма акціями. Метою придбання було створити сильнішого конкурента фірмам-конкурентам Ericsson і Huawei, яких Nokia і Alcatel-Lucent перевершили за загальним сукупним доходом у 2014 році. Очікувалося, що придбання буде завершено на початку 2016 року і підлягає схваленні регуляторних органів та акціонерів. Комб пішов у вересні, і його замінив Філіп Камю (який був головою ради з 2008 року) на посаді тимчасового генерального директора. Схвалення регулятора було отримано в жовтні 2015 року, а схвалення акціонерів було оголошено 4 січня 2016 року. Підрозділ Bell Labs буде збережено, але бренд Alcatel-Lucent буде замінений Nokia.
14 січня 2016 року Alcatel-Lucent розпочав свою діяльність у складі Nokia Group. Продаж Nokia завершився в листопаді, і компанія була об’єднана з Nokia Networks.

## Alcatel-Lucent в Україні
ДП «Alcatel-Lucent Україна» (колишня ДП «Alcatel Україна») — торгова марка Alcatel-Lucent, заснована у 1992 році. Але дочірнє підприємство було відкрите в 2001 році, зі 100% іноземним капіталом «Алкатель Україна». Унаслідок злиття компаній Alcatel і Lucent Technologies, що відбулося 1 грудня 2006 року, було 
перейменовано ДП «Алкатель Україна» на ДП «Алкатель-Лусент Україна». Головний офіс компанії знаходився в Києві. Як і основна компанія, українська компанія постачає ті самі продукти.